# Ledion Liço
Ledion Liço, född den 13 juni 1986 i Tirana i Albanien, är en albansk TV- och radioprogramledare, producent och sångare. Liço är en av Albaniens mest framträdande TV-programledare och har sedan 2006 lett en av landets mest populära musikfestivaler, Top Fest på Top Channel. Sedan programmets start 2011 har han även lett The Voice of Albania.
Liço föddes 1986 i sydöstra Albanien nära gränsen mot Grekland. Han föddes i en familj med två bröder och en syster. Under gymnasieåren deltog han i flera musikprogram på TV: 2001 deltog han i TV-programmet Karaoke på Vizion Plus, 2002 i Ethet e së premtes mbrëma och 2003 i Poleposition på Top Channel. 2004 började han arbeta vid Top Albania Radio (en del av Top Channel).